# Tenchu 2: Birth of the Stealth Assassins
Tenchu 2: Birth of the Stealth Assassins est un jeu vidéo d'infiltration, développé par Acquire, sorti sur PlayStation en 2000.

## Synopsis
Tenchu 2 prend place au Japon durant l'époque Sengoku,. Les événements se situent quatre ans avant ceux de Tenchu: Stealth Assassins. La guerre sévit déjà et le seigneur Matsunoshin Godha semble être le seul dirigeant à placer le bien-être de ses sujets avant ses ambitions personnelles. Rikimaru et Ayame sont encore de jeunes ninjas, accomplissant leurs toutes premières missions pour Godha, accompagné de Tatsumaru, l'élève le plus âgé de leur maître de combat commun : Azuma Shiunsai. Mais tout s'accélère lorsque l'oncle de Godha, allié avec un pays voisin, envahit le royaume du pacifique seigneur. Leur seigneur directement menacé, les trois élèves de Shiunsai se rendent en urgence sur les lieux tandis que dans l'ombre semble se préparer une menace plus grande encore.
Bien plus travaillé que dans Stealth Assassin, le scénario permet d'en savoir un peu plus sur le passé des héros, tels que les origines de la cicatrice sur le visage de Rikimaru ou du décès de l'épouse du seigneur Godha. Le jeu permet en outre de diriger un troisième personnage (à condition d'avoir fini le jeu), ainsi que de retrouver Rikimaru à la suite du premier épisode dans lequel il meurt.
Les quatre seigneurs de l'Aube de Feu représentent les quatre Gardiens de la mythologie chinoise et japonaise.

## Système de jeu
Très proche de celui du précédent opus, de nombreuses petites améliorations sont apportées. Tout d'abord, sans être flagrant, le graphisme est légèrement revu à la hausse, notamment dans les modélisations des personnages joueurs. Également apparaissent les possibilités de déplacer le corps de ses ennemis et de se cacher dans l'eau. Mais la principale innovation reste certainement dans la manière de présenter l'histoire au joueur, celle-ci se vit selon trois points de vue : celui de Rikimaru, celui de Ayame puis, plus tard, celui de Tatsumaru. Ceux-ci ont chacun leurs propres missions et chaque point de vue apporte son lot de révélations. Terminer les trois campagnes, une pour chaque ninja, est donc essentiel pour que le joueur saisisse bien toute l'intrigue, d'où une durée de vie relativement plus longue que son prédécesseur.
Le jeu est livré avec un éditeur de mission,,,. Quoique relativement simpliste, celui-ci permet au joueur de créer ses propres missions et l'initiative est applaudie par les critiques à sa sortie. Un tournoi est même organisé aux États-Unis pour choisir la meilleure mission réalisée.

## Développement
Tenchu: Stealth Assassins, développé par la société japonaise Acquire, sort en 1998 et se vend à un million d'exemplaires dans le monde, suscitant la création d'un second titre,. Le réalisateur du premier jeu, Takuma Endo, souhaitait développer une suite potentielle sur la PlayStation 2, mais la méconnaissance de la nouvelle technologie et les exigences de l'éditeur occidental Activision conduisent à la production d'une suite sur la PlayStation, ce qu'Endo regrette. Le budget du jeu est de 200 millions de yens et l'équipe de production compte trente personnes. Le succès du premier Tenchu permet à Endo d'embaucher davantage de personnes pour faciliter la production. Endo revient en tant que réalisateur. Le producteur est Masami Yamamoto de Sony Music Entertainment Japan, Pat Dwyer d'Activision agissant en tant que producteur associé. Le scénario est écrit par Mikasa Hiragi de Studio Angina. Le design des personnages est attribué à la fois à l'artiste original Koshi Nakanishi et à Kiyoshi Arai,. Le programmeur principal est Daisuke Hisamatsu. Nobuhiro Obata revient pour concevoir un mode d'édition de niveau élargi. La production dure 18 mois. Pendant la production de Tenchu et de Tenchu 2, la méfiance et la tension s'installent entre Acquire et Activision à propos des demandes de changement, ce qui rend la collaboration de plus en plus difficile.
Le premier jeu se termine sur la mort présumée de Rikimaru, et plutôt que d'affronter les problèmes liés à la résolution de ce problème, il est décidé de faire de ce jeu un préquel. Cette décision est renforcée par le manque de développement des personnages dans l'histoire du premier Tenchu. La structure des missions et les liens narratifs qui les accompagnent sont repensés, car les missions de l'histoire du jeu original étaient distribuées « de manière légèrement capricieuse » par le personnage de Godha, alors que les missions émergent de la narration et s'appuient les unes sur les autres. Le cadre d'une guerre civile sur les terres de Godha a permis une plus grande variété de jeu, y compris des missions d'escorte. À la demande d'Activision, des éléments plus ouvertement japonais sont atténués pour rendre le jeu plus attrayant pour les joueurs occidentaux. Pour son travail sur l'art des personnages, Arai leur donne une texture de faïence. Noriyuki Asakura revient en tant que compositeur. Par rapport au style de l'original, la musique de Tenchu 2 est rendue plus japonaise dans le ton à la demande des producteurs. Comme pour l'original, le thème d'ouverture utilise le Hausa pour les paroles
.

## Sortie
Tenchu 2 est officiellement annoncé en mai 1999 lors de l'E3 de cette année-là. La promotion du titre à l'Electronic Entertainment Expo 2000 est problématique, car elle détourne le personnel des localisations américaine et européenne, cette dernière nécessitant des modifications techniques par Acquire pour s'adapter aux différents taux de rafraîchissement des téléviseurs PAL. Les bugs notables qui devaient être corrigés étaient un bug de congélation courant et la possibilité pour Rikimaru de passer à travers les murs,. Le jeu est publié le 8 août 2000 en Amérique du Nord par Activision,. La version européenne subit des modifications substantielles, avec moins de sang, pas de décapitations, et des shurikens retirés en raison de lois interdisant leur représentation au Royaume-Uni,. Le jeu est publié en Europe par Activision le 8 septembre,.
La demande d'Activision portait sur une suite destinée aux marchés occidentaux, une sortie au Japon n'étant pas prévue à l'origine. Pour sortir au Japon, Acquire choisit d'auto-publier le titre. Cette version connait de nouvelles améliorations graphiques et techniques, ainsi que des extensions de l'éditeur de niveaux avec de nouveaux objets pour la création de niveaux. Le jeu sort le 30 novembre 2000 au Japon. Un guide est publié au Japon par Dengeki PlayStation le 11 décembre.

## Accueil
Au cours de son mois de sortie en Amérique du Nord, le jeu devient le sixième titre le plus vendu de la période. Selon un communiqué de presse, il continue à bien se vendre au cours des mois suivants. Il atteint également le top 10 des titres multiplateformes les plus vendus lors de sa sortie au Royaume-Uni. Selon Famitsu, la suite s'est vendue à plus de 101 000 exemplaires au Japon.
Tenchu 2 : Birth of the Stealth Assassins reçoit des critiques « généralement favorables », selon l'agrégateur Metacritic.
Jim Preston évalue la version PlayStation du jeu pour Next Generation, lui attribuant quatre étoiles sur cinq, et déclare que « Tenchu 2 ne surpasse pas l'original mais réussit à capturer son système de jeu fluide et, malgré quelques faiblesses mineures, le jeu est sans aucun doute excessivement cool ».